# Парийский, Лев Николаевич
Лев Никола́евич Пари́йский (20 февраля [3 марта] 1892, Санкт-Петербург — 23 ноября 1972, Ленинград) — православный богослов и журналист, сотрудник Московской патриархии; магистр богословия, профессор Ленинградской духовной академии по кафедре патрологии (1951).

## Биография
В 1911 году окончил Петербургскую духовную семинарию; в 1915 году — Петербургскую духовную академию со степенью кандидата богословия за сочинение «Вознесение Господа нашего Иисуса Христа (опыт библейско-богословского исследования)».
Был назначен в Калужскую духовную семинарию: с 28 августа 1915 г. — преподавателем греческого языка, с 28 октября 1915 г. — преподавателем словесности и истории русской литературы. С 14 сентября 1916 года был преподавателем словесности и истории русской литературы Минской духовной семинарии. Был преподавателем Священного Писания Ветхого Завета в Петроградском Богословско-пастырском училище, преподавателем 32-й школы Петрограда.
В 1921 году — помощник секретаря митрополита Петроградского Вениамина (Казанского).
Был арестован в мае 1922 года по делу «о сопротивлении изъятию церковных ценностей» и приговорен к 5 годам заключения. Условно-досрочно освобождён осенью 1923 году.
После освобождения работал на певческих должностях в церковных хорах различных храмов Ленинграда.
После возрождения Журнала Московской Патриархии начал активно в нём публиковаться. В 1944—1949 гг. — секретарь митрополита (впоследствии патриарха) Алексия I, регент в его Крестовой церкви, бухгалтер Патриархии. Секретарь Хозяйственного управления, затем до 1 апреля 1952 г. — секретарь Учебного комитета при Священном Синоде и редакции «Журнала Московской Патриархии».
В 1947 году выезжал вместе с митрополитом Григорием (Чуковым) для ведения переговоров о воссоединении Северо-Американской митрополии с Московским Патриархатом, закончившихся неудачно. По результатам поездки написал доклад, содержавший характеристики русского православного духовенства, служившего тогда в США. Андрей Кострюков, опубликовавший в 2012 году этот доклад в Вестнике ПСТГУ, отмечал «желание выявить во многих церковных деятелях отрицательные черты» и констатировал, «что многие положения публикуемого документа характеризуют с отрицательной стороны не столько православных священнослужителей в Америке, сколько самого автора доклада».
В августе 1950 года получил звание доцента Ленинградской духовной академии; преподавал в академии патрологию, а в Ленинградской духовной семинарии — практическое руководство для пастырей. Совет Ленинградской духовной академии 25 января 1951 года присудил Л. Н. Парийскому степень магистра богословия за совокупность трудов по изъяснению богослужения Православной Церкви. Одновременно он был утверждён в звании профессора.
С 15 августа 1950 по август 1967 года был инспектором Ленинградской духовной академии. По воспоминаниям протоиерея Василия Стойкова: «бывал на утренних и вечерних молитвах, прохаживался между столами во время обеда, на воскресных и праздничных богослужениях всегда стоял под клиросом. От него не могло укрыться даже малейшее нарушение дисциплины и распорядка дня. Он хорошо знал и любил богослужение, нередко сам читал за службами. Ратовал за то, чтобы не только праздничные, но и чередные богослужения проводились на должном уровне. О его строгости и требовательности знали все. Он не оставлял без внимания учащихся, которые пропускали занятия, допускали любые другие нарушения и погрешности в своем поведении. Таковых он вызывал к себе в кабинет и делал строгие внушения с предупреждением о возможности более строгих взысканий при повторении допущенных нарушений».
В августе 1967 года по прошению, в связи с болезнью, Указом Патриарха Алексия был освобожден от должности инспектора Ленинградских духовных школ.
В течение ряда лет составлял «Богослужебные указания», издававшиеся Московской Патриархией, опубликовал ряд статей в «Журнале Московской Патриархии» и в зарубежных церковных журналах, автор церковно-музыкальных сочинений.
Состоял членом Международного общества патрологов со времени его основания в 1956 году. Участвовал в создании Христианского мирного движения и был участником межхристианских конференций в защиту мира в Праге 1958, 1959, 1960 гг. В 1961 году участвовал в работе I Всехристианского мирного конгресса, учредившего Христианскую Мирную Конференцию. Он принимал участие в создании Конференции Европейских Церквей и в течение ряда лет со дня основания (в январе 1959 года) был членом ее Совещательного комитета.
Скончался в Ленинграде 23 ноября 1972 года после продолжительной болезни, на 81-м году жизни. Похоронен на Серафимовском кладбище.

## Публикации
- Из доклада Высокопреосвященному Алексию, Митрополиту Ленинградскому // Журнал Московской Патриархии. М., 1943. — № 3. — С. 31.
- О пребывании Московской делегации в Белграде в феврале-марте 1946 г. (из доклада Святейшему Патриарху Алексию) // Журнал Московской Патриархии. 1946. — № 5. — С. 37-44.
- О церковнославянском языке в русском православном богослужении // Журнал Московской Патриархии. 1946. — № 6. — С. 54-58.
  - Возвышенный язык молитв и песнопений // Русский инок: журнал. — 2010, апрель-июнь. — С. 43-50
  - О церковнославянском языке в русском православном богослужении // Церковнославянский язык в богослужении Русской Православной Церкви / ред.-сост. Николай Каверин. — Москва : Русский Хронографъ, 2012. — 284 с.
- Кончина и погребение Митрополита Евлогия // Журнал Московской Патриархии. 1946. — № 9. — С. 9-15.
- После кончины Митрополита Евлогия // Журнал Московской Патриархии. 1946. — № 9. — С. 35-38.
- «Служба всем святым, в земли Российстей просиявшим». Издание Московской Патриархии. 1946 г. // Журнал Московской Патриархии. 1946. — № 9. — С. 86-87.
- Нравственное значение догмата Вознесения Господа нашего Иисуса Христа // Журнал Московской Патриархии. 1947. — № 5. — С. 33-35.
- К 50-летнему юбилею митрополита Григория // Журнал Московской Патриархии. 1947. — № 6. — С. 3-4.
- Из дневника пребывания Митрополита Григория в США // Журнал Московской Патриархии. 1948. — № 2. — С. 17-30.
- Памяти Григория Федоровича Львовского // Журнал Московской Патриархии. 1948. — № 11. — С. 68-78.
- О церковном пении // Журнал Московской Патриархии. 1949. — № 11. — С. 52-64.
  - О церковном пении // Регентское дело. — 2016. — № 3. — С. 4−11.
- Обличение папства католическим святым // Журнал Московской Патриархии. 1950. — № 2. — С. 52-60.
- Вознесение Господне // Журнал Московской Патриархии. 1950. — № 5. — С. 41-48.
- Открытие нового учебного года в Ленинградских Духовных школах // Журнал Московской Патриархии. 1950. — № 10. — С. 63-64.
- Памяти С. В. Смоленского // Журнал Московской Патриархии. 1950. — № 1. — С. 53-59.
- Первая новозаветная песнь // Журнал Московской Патриархии. 1950. — № 4. — С. 46-49.
- Годичный акт в Ленинградской Духовной Академии и Семинарии // Журнал Московской Патриархии. 1950. — № 11. — С. 55-56.
- Святейший Патриарх Алексий в Ленинградских духовных школах // Журнал Московской Патриархии. 1950. — № 12. — С. 54.
- Ленинградские духовные школы 1950—1951 учебном году // Журнал Московской Патриархии. 1951. — № 8. — С. 56-57.
- О церковном пении в праздник Воздвижения Креста Господня // Журнал Московской Патриархии. 1951. — № 9. — С. 52-54.
- Начало учебного года в Ленинградских Духовных школах // Журнал Московской Патриархии. 1951. — № 10. — С. 55-56.
- Престольный праздник и годичный акт в Ленинградской Духовной Академии и Семинарии // Журнал Московской Патриархии. 1951. — № 11. — С. 63-65.
- Каникулы в Ленинградских Духовных школах // Журнал Московской Патриархии. 1951. — № 2. — С. 48.
- В Ленинградской Духовной Академии и Семинарии (доклад Митрополита Николая) // Журнал Московской Патриархии. 1951. — № 2. — С. 16.
- Епископ Лужский Симеон, ректор Ленинградской Духовной Академии (некролог) // Журнал Московской Патриархии. 1952. — № 8. — С. 8-12.
- Православное богослужение // Журнал Московской Патриархии. 1952. — № 3. — С. 64-67.
- Ленинградские духовные школы в 1951—1952 учебном году // Журнал Московской Патриархии. 1952. — № 7. — С. 59-60.
- Полувековой юбилей регента [К. М. Федорова] // Журнал Московской Патриархии. 1952. — № 9. — С. 57-58.
- К 55-летнему юбилею Митрополита Григория // Журнал Московской Патриархии. 1952. — № 11. — С. 37-39.
- Престольный праздник и годичный акт в Ленинградских духовных школах // Журнал Московской Патриархии. 1952. — № 11. — С. 58-61.
- Церковный композитор архимандрит Феофан (к столетию со дня смерти) // Журнал Московской Патриархии. 1952. — № 10. — С. 38-41.
- Ленинградские духовные школы в 1952/1953 учебном году // Журнал Московской Патриархии. 1953. — № 7. — С. 41-43.
- Начало учебного года в Ленинградских Духовных школах // Журнал Московской Патриархии. 1953. — № 10. — С. 51.
- Престольный праздник и годичный акт в Ленинградских духовных школах // Журнал Московской Патриархии. 1953. — № 11. — С. 62-63.
- Поездка в Западную Германию по приглашению Евангелической Церкви // Журнал Московской Патриархии. 1956. — № 8. — С. 66-67.
- Памяти Митрополита Григория // Журнал Московской Патриархии. 1957. — № 1. — С. 23-24.
- К 150-летию Ленинградской духовной семинарии (из речи, произнесенной на торжественном акте 9 октября (26 сентября) 1959 года) // Журнал Московской Патриархии. 1959. — № 11. — С. 36-41.
- Профессор Ганс Иоахим Иванд (некролог) // Журнал Московской Патриархии. 1960. — № 7. — С. 69-71.
- Деятельность Пражской христианской конференции в защиту мира // Журнал Московской Патриархии. 1960. — № 5. — С. 43-46.
- 3-я богословская конференция «Пюиду» в Бьевре // Журнал Московской Патриархии. 1960. — № 12. — С. 61-66.
- Конференция «Пюиду» // Журнал Московской Патриархии. 1961. — № 5. — С. 52-54.
- Божие терпение к человеку как призыв к диалогу и к работе по упрочению человеческого существования в атомный век // Журнал Московской Патриархии. 1963. — № 8. — С. 29-34.
- Отношение П. И. Чайковского к вере и Церкви и его значение в русской церковной музыке // Вестник Русского Западно-Европейского Патриаршего Экзархата. М., 1964. — № 45. — С. 64-74; № 46-47. — С. 169—179.
- О Ниборгской Конференции Европейских Церквей // Журнал Московской Патриархии. 1964. — № 3. — С. 39-41.
- Памяти церковного композитора А. Д. Кастальского // Вестник Русского Западно-Европейского Патриаршего Экзархата. М., 1965. — № 49. — С. 46-54; № 50. — С. 116—127.
  - Памяти церковного композитора А. Д. Кастальского // Русские церковные композиторы и их музыка: Сб. статей. — Минск: Белорусский Экзархат, ООО «Харвест», 2008. — С. 287—311.
- Памяти К. А. Сборовского // Журнал Московской Патриархии. 1965. — № 10. — С. 12-13.
- Икона Знамения Пресвятой Богородицы в храме Ленинградской духовной академии // Журнал Московской Патриархии. 1966. — № 11. — С. 50-54.
- Из лекций по Патрологии, читанных студентам II-ого курса в 1968—1969 уч. году / Л. Н. Парийский. — Л., 1968
- Мир и справедливость — основы общественной жизни // Журнал Московской Патриархии. 1970. — № 3. — С. 41-43.
- «Величавая жена» (царскосельская икона Божией Матери и стихотворение Пушкина) // Духовный труженик: А. С. Пушкин в контексте русской культуры: [к 200-летию со дня рождения А. С. Пушкина] / Рос. акад. наук, Ин-т рус. лит. (Пушк. дом). — Санкт-Петербург : Наука, 1999. — 550 с. — С. 157—158
- Л. Н. Парийский о церковной ситуации в Америке в середине 1940-х гг. (вступ. Статья, публ. И примеч. А. А. Кострюкова) // Вестник ПСТГУ II: История. История Русской Православной Церкви. 2012. — Вып. 6 (49). — С. 65-118

## Награды
Награждён медалями «За оборону Ленинграда» и «За доблестный труд в Великой Отечественной войне 1941—1945 гг.».
В 1963 году Патриарх Алексий наградил его орденом святого равноапостольного князя Владимира II степени.